# Kunga Rinchen
Kunga Rinchen foi um Desi Druk do Reino do Butão, reinou de 1773 até 1776. Foi antecedido no trono por Donam Lhundub, tendo-lhe seguido Jigme Singye.